# Aríllas (Magouládes, Corfou)
Ne doit pas être confondu avec Aríllas (Kavvadádes, Corfou).
Aríllas (grec moderne : Αρίλλας) est une localité située dans le dème de Corfou-Nord, dans le district régional de Corfou, dans la périphérie des Îles Ioniennes, en Grèce.
Selon le recensement de 2021, elle compte 374 habitants.